# Eidé Norena
Eidé Norena, właśc. Kaja Andrea Karoline Hansen (ur. 26 kwietnia 1884 w Horten, zm. 19 listopada 1968 w Lozannie) – norweska śpiewaczka operowa, sopran.

## Życiorys
Śpiewu uczyła się w Christianii u Ellen Gulbranson, następnie studiowała w Weimarze, Londynie, Mediolanie i Paryżu. Jako śpiewaczka debiutowała koncertem w Åsgårdstrandzie w 1904 roku, jej pierwszą rolą operową był w 1907 roku Amor w Orfeuszu i Eurydyce Ch.W. Glucka. Od 1908 do 1918 roku występowała na scenie Nationaltheatret w Christianii. W 1909 roku poślubiła aktora Egela Naessa Eidé. W 1924 roku wystąpiła w mediolańskiej La Scali w roli Gildy w Rigoletcie pod batutą Arturo Toscaniniego. W kolejnych latach śpiewała w Covent Garden Theatre w Londynie (1924–1925, 1930–1931, 1934, 1937), Operze Paryskiej (1925–1937) oraz w operze w Chicago (1926–1928). Od 1933 do 1938 roku występowała także w Metropolitan Opera w Nowym Jorku. W latach 1933–1939 corocznie gościła na festiwalu w Salzburgu. W 1939 roku zakończyła karierę sceniczną.
Do jej popisowych partii należały Matylda w Wilhelmie Tellu, Violetta w Traviacie, Małgorzata w Hugonotach, Desdemona w Otellu oraz trzy główne role żeńskie w Opowieściach Hoffmanna.

## Odznaczenia
- Kawaler I Klasy Orderu św. Olafa (1933, Norwegia)[3]
- Złoty Medal Królewski Zasługi (Norwegia)[3]
- Order Legii Honorowej (Francja)[3]
- Medal „Ingenio et arti” (1934, Dania)[3]